# マレラ・ディスカバリー2
マレラ・ディスカバリー2は、英国のマレラ・クルージズが運航しているクルーズ客船。

## 概要
ロイヤル・カリビアン・インターナショナルが運用するレジェンド・オブ・ザ・シーズ級の1番船として就航。
3タイプ6隻建造されたヴィジョン・シリーズと呼ばれる7万総トン級の第1船でもある。1995年4月28日、フランスのアトランティーク造船所で竣工。船価は3億2,500万ドル。5月16日に命名式が行われ、6月よりアラスカクルーズに就航した。客室は全部で902室あり、そのうちの575室が海側に面している。
2008年よりアジア地域に配船され、日本への来航は、2009年4月21日に福岡に寄港したのが初であった。2010年5月からは横浜発のクルーズも実施。また、同型の2番船が1996年に建造された。
2013年2月に改装され、和食レストラン「イズミ」、ニューヨーク風デリスタイルカフェ「パーク・カフェ」などが新設された。 
2016年6月2日、トムソン・クルーズに売却されTUIDiscovery2と改名。さらに2017年マレラ・クルージズに売却され、現在に至る。